# Eleonora Ter-Parsegova-Machviladze
Eleonora "Lola" Ter-Parsegova-Machviladze (Georgisch: ლეონორა [ლოლა] ტერ-ფარსეგოვა-მახვილაძე) (18 augustus 1875 O.S. – ?) was een Georgisch mensjewistisch activiste en politica van de Sociaaldemocratische Partij.
Ze was van 1919 tot 1921 lid van de Grondwetgevende Vergadering van de Democratische Republiek Georgië en was een van de eerste vijf vrouwelijke parlementsleden in Georgië. Na de Sovjet-annexatie van Georgië in 1921 
maakte Ter-Parsegova deel uit van de ondergrondse anti-Sovjet oppositie.

## Levensloop
Eleonora Ter-Parsegova werd geboren in een Armeens-Russisch gezin in Tiflis, toen onderdeel van het Russisch Rijk. Haar vader Hovsep Ter-Parsegova was van Armeense en adellijke afkomst, een zogeheten aznauri, en haar moeder Matilda Barthold was van Russisch-Duitse komaf. Eleonora Ter-Parsegova slaagde voor het Vrouwengymnasium in Tbilisi. Ze trouwde met de Georgische arts Vladimir Machviladze en verhuisde naar Soechoemi, waar ze werkte als lerares op een privéschool.

### Revolutie van 1905

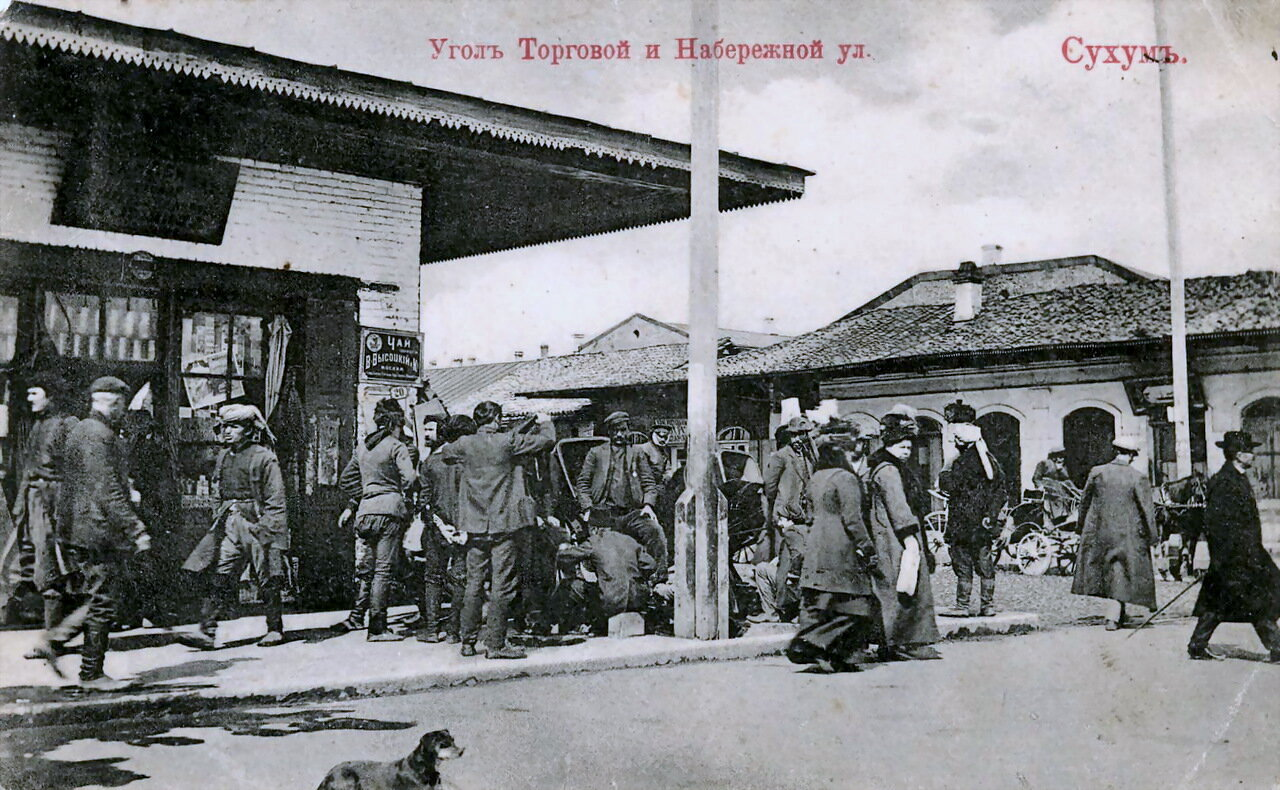
Soechoemi in de eerste jaren van de 20e eeuw, bij de boulevard.

In Soechoemi raakte Ter-Parsegova betrokken bij revolutionaire activiteiten en speelde een belangrijke rol tijdens de Russische revolutie van 1905. Ze was een fervent mensjewiek en was in 1902 lid geworden van de Russische Sociaaldemocratische Arbeiderspartij. Ze leidde geregeld demonstraties tegen de tsaristische macht op de boulevard van Soechoemi en was een van de leiders van de Soechoemi-groep van het Batoemi-comité van de Russische Sociaaldemocratische Arbeiderspartij. Ze propageerde revolutionaire ideeën onder haar studenten en leerde hen het Franse volkslied Marseillaise, dat ze veranderde door er een verwijzing naar de Russische tsaar Nicolaas II in op te nemen.

Ze verzamelde studenten van openbare en particuliere scholen en leerde hen La Marseillaise. Ze zei tegen studenten dat ze de leiding niet moesten gehoorzamen en niet moesten luisteren naar hun directeur, die een ‘oude, stomme man was die zijn tijd voorbij was’.

Kort na het Oktobermanifest van 17 oktober 1905 werden de tsaristische autoriteiten in Soechoemi omvergeworpen en nam de Soechoemi-groep het bestuur van de stad over. Er werd een volksmilitie gevormd en de stad werd in districten verdeeld. De revolutionairen eisten in november 1905 dat de gemeenteraad van Soechoemi zou worden ontbonden en dat er een nieuwe raad moest worden gekozen door middel van vrije en eerlijke verkiezingen. De zittende raad weigerde hieraan mee te werken. Nadat de revolutionairen de belastinginning stopzetten en algemene stakingen afkondigden, dienden de bestuurders hun ontslag in bij de gouverneur van Koetaisi, Vladimir Staroselski, waar Soechoemi onder viel. Ter-Parsegova was tijdens de onderhandelingen in dit conflict vertegenwoordiger van de revolutionaire organisatie.
Nadat de revolutie met harde hand was beëindigd werd Ter-Parsegova samen met de andere leiders van de Soechoemi-groep aangeklaagd voor criminele activiteiten, maar ze weigerde een getuigenis af te leggen. Tijdens het onderzoek zat ze niet in voorarrest vanwege de overvolle gevangenissen in Soechoemi en het ontbreken van een vrouwengevangenis. Op 28 april 1908 veroordeelde de rechtbank van Tbilisi haar tot een jaar gevangenisstraf, waarvan ze werd ontheven vanwege haar zwangerschap. In plaats daarvan werd ze tijdelijk verbannen uit de Kaukasus. Tot de revoluties van 1917 zou ze nog drie keer gearresteerd worden. Ter-Parsegova was tussen de revoluties van 1905 en 1917 ook betrokken bij de Vereniging voor het Verspreiden van Alfabetisering onder Georgiërs, waarvoor ze vanaf 1911 in het bestuur zat van de Soechoemse afdeling.

### Grondwetgevende Vergadering van Georgië

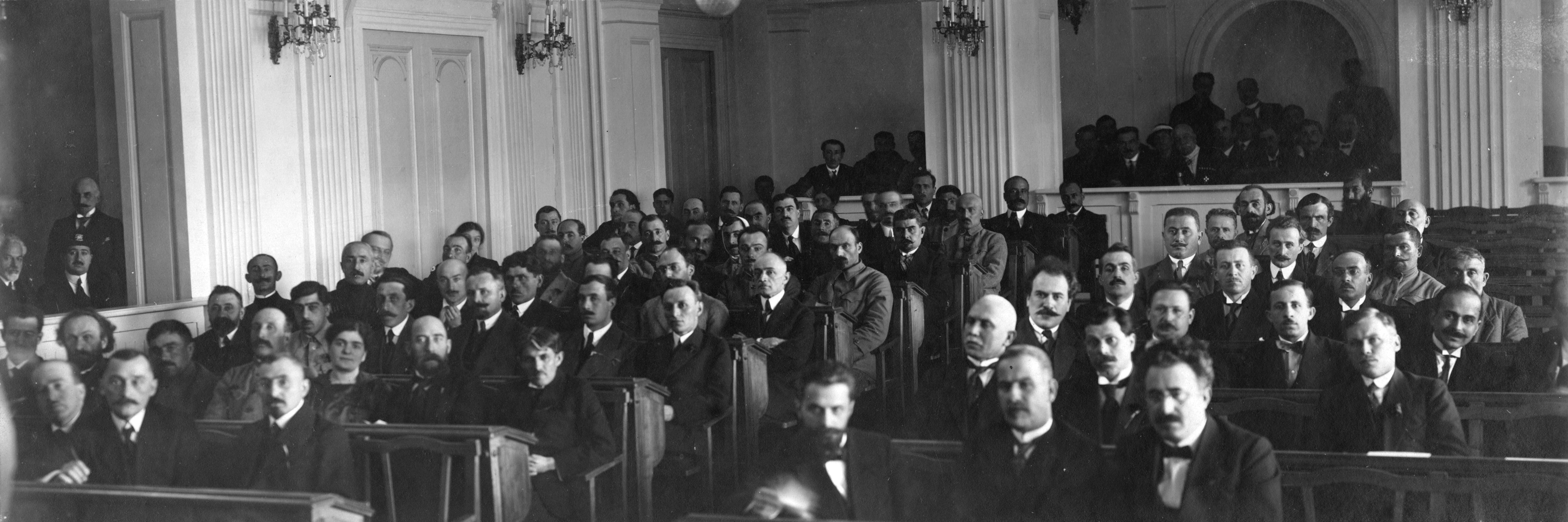
Grondwetgevende vergadering op 12 maart 1919. Eleonora Ter-Parsegova links achterin.

Na de bolsjewistische Oktoberrevolutie van 1917 besloten de voornamelijk mensjewistisch georiënteerde Kaukasische naties Georgië, Armenië en Azerbeidzjan gezamenlijk af te scheiden van Rusland. De Transkaukasische Democratische Federatieve Republiek tussen de drie Kaukasische naties was geen succes en al na vijf weken verklaarde de Democratische Republiek Georgië zich op 26 mei 1918 onafhankelijk. Het kondigde meteen de verkiezing aan van een grondwetgevende vergadering volgens algemeen kiesrecht, inclusief actief en passief vrouwenkiesrecht.
Eleonora Ter-Parsegova was namens de mensjewistische Sociaaldemocratische Partij van Georgië kandidaat voor deze verkiezingen in februari 1919. Ze was op nummer 36 de hoogstgeplaatste vrouwelijke kandidaat van de in totaal zes vrouwen op deze lijst. Op 12 maart 1919 werd Ter-Parsegova samen met vier van haar partijgenoten als eerste vrouwelijke parlementsleden van Georgië ingehuldigd. Ter-Parsegova werd in februari 1919 ook gekozen in de gemeenteraad van Tbilisi, ze werd hoofd van de vakbond van kledingmakers en werd verkozen tot ere-verzoeningsrechter van Tbilisi.
In de grondwetgevende vergadering nam Ter-Parsegova plaats in de commissies Arbeid, Pensioen en Volksgezondheid en was ze de auteur van een aantal wetsinitiatieven. Tevens publiceerde ze in de krant Ertoba. In februari 1921 werd Georgië binnengevallen door het Rode Leger en moest de grondwetgevende vergadering op 17 maart 1921 haar werkzaamheden beëindigen. De regering en veel andere politici verlieten Georgië om vanuit het buitenland zich in te zetten voor de onafhankelijkheid van Georgië. Ter-Parsegova bleef in Georgië om zich in te zetten voor anti-Sovjetactiviteiten tegen de communistische bezetting van Georgië.

### Anti-Sovjetverzet

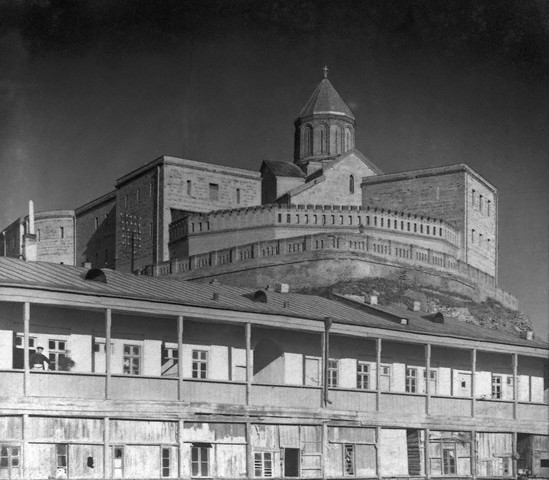
De Metechi-gevangenis in Tbilisi waar Ter-Parsegova een aantal maanden in eenzame opsluiting zat.

De Georgische Socialistische Sovjetrepubliek werd op 25 februari 1921 uitgeroepen en er werd een communistisch regime geïnstalleerd. De politieke vrijheden werden ingeperkt, wat betekende dat de Georgische mensjewieken en andere oppositie tegen de communisten onder surveillance stonden en vervolgd werden. De woning van het gezin van Ter-Parsegova in Tbilisi stond ook onder verscherpt toezicht.
Ter-Parsegova was lid van het Vrouwencomité van de Sociaaldemocratische Partij, dat hulp verleende aan politieke gevangenen en hun families. In 1922 werd het Comité omgevormd tot het Georgische Politieke Rode Kruis, dat verschillende partijen verenigde die tegen het bolsjewistische bezettingsregime ten strijde trokken. In de aanloop naar de eerste jarige verjaardag van de Sovjetbezetting werden in februari 1922 leiders en actieve leden van anti-Sovjetpartijen opgepakt en gevangengezet.
Op 13 februari 1922 arresteerde de Tsjeka Eleonora Ter-Parsegova samen met haar broer Konstantin. Een lot dat ook haar mede-parlementslid Kristine Sjarasjidze die week ten deel viel. Op 19 maart 1922 werd Ter-Parsegova tot drie maanden eenzame opsluiting veroordeeld in de Metechi-gevangenis van Tbilisi. Ze werd op 14 juli 1922 vrijgelaten vanwege verslechtering van haar gezondheid. Na de nederlaag van de anti-Sovjet opstand van augustus 1924 nam ze actief deel aan het herstel van de illegaalverklaarde Sociaal-Democratische Partij. ondergronds nieuw leven in te blazen. In 1925 werd ze gekozen tot lid van het Centraal Comité van de partij. Na de arrestatie van leider Solomon Telia nam ze de leiding over. Op 22 februari 1926 werd Ter-Parsegova door de Tsjeka gearresteerd en uit Transkaukasië verbannen.

### Overlijden
In de jaren 1930 keerde Ter-Parsegova terug naar Tbilisi en werkte als privéleraar. Ze overleed thuis op een onbekende datum. In januari 2016 werd een straat in het district Gldani van Tbilisi naar Ter-Parsegova vernoemd.

## Persoonlijk
Eleonora Ter-Parsegova was met de Georgische arts Vladimir Machviladze getrouwd en het stel had twee dochters, Lida en Tanja. Haar echtgenoot had een praktijk in Soechoemi en was gespecialiseerd in de behandeling van malaria. Hij had weinig interesse in de politiek. Ter-Parsegova had daarentegen een sterke revolutionaire overtuiging en combineerde dat volgens een getuigenis met vrouwelijkheid en muzikaliteit. Ze speelde piano en gaf de buurtkinderen in Soechoemi muziekles. Door haar prominente revolutionaire activiteiten in Soechoemi, genoot "doktersvrouw" Ter-Parsegova in die periode meer status dan alleen maar de vrouw van een dokter. Ze was een verlichte, revolutionaire vrouw die alle middelen gebruikte om verandering teweeg te brengen in haar land. Ter Persegova woonde in Tbilisi in de Oedelistraat, die later in Petriasjvilistraat is hernoemd.

## Nalatenschap
De eerste Georgische vrouwelijke parlementsleden werden tijdens het Sovjet-regime weggewist uit het collectieve geheugen. Ter-Parsegova stierf anoniem, en twee anderen werden tijdens de Grote Zuivering geëxecuteerd. Van de vijf eerste Georgische vrouwelijke parlementsleden wist alleen Kristine Sjarasjidze zich te handhaven door zich terug te trekken in de academische wereld. Pas in de 21e eeuw kwam er een herwaardering in Georgië voor de rol die deze vrouwen hebben gespeeld, niet alleen tijdens de eerste Georgische republiek maar ook daarvoor en in het verzet na de Sovjet-annexatie.
Ter-Parsegova en haar vier mede-parlementsleden worden in Georgië gezien als feministische symbolen. Ook in 1919, toen de vijf vrouwen in het parlement kwamen, werden ze op deze wijze geëerd in Georgische publicaties van die tijd. In de 21e eeuw worden Ter-Parsegova en haar vier collega-parlementsleden aangehaald in de maatschappelijke discussie over vrouwenparticipatie in de politiek en de graad van vrouwenvertegenwoordiging. Ondanks het lichtende voorbeeld in het begin van de 20e eeuw, is de mate van vertegenwoordiging van vrouwen in de Georgische politiek, met name op het gebied van volksvertegenwoordigingen, niet met de tijd meegegroeid en is achtergebleven bij de wereldwijde trend. In het opvangcentrum voor slachtoffers van huiselijk geweld in Signagi werd een educatieve ruimte geopend, die vernoemd is naar Eleonora Ter-Parsegova.